# Kinderhook (Illinois)
Kinderhook – wieś w Stanach Zjednoczonych, w stanie Illinois, w hrabstwie Pike.